# ديفيد روغلز
ديفيد روغلز (بالإنجليزية: David Ruggles)‏ (15 مارس 1810- 16 ديسمبر 1849)، ناشط إبطالي مناهض للعبودية أمريكي من أصل أفريقي. قاوم روغلز العبودية من خلال مشاركته في لجنة اليقظة وشبكة السكك الحديدية السرية لمساعدة العبيد الهاربين على الوصول إلى الدول الحرة. كان طابعًا في مدينة نيويورك خلال ثلاثينيات القرن التاسع عشر، وكتب أيضًا مقالاتٍ عديدة، و«كان المثال الأول للصحفيين السود الناشطين في عصره». ادعى روغلز أنه قاد أكثر من 600 شخص من العبيد الهاربين إلى الحرية في الشمال، بما في ذلك فريدريك دوغلاس، الذي أصبح صديقًا وناشطًا زميلًا. يُنسب الفضل أيضًا إلى روغلز في افتتاح أول مكتبة أميركية أفريقية في الولايات المتحدة.

## تنظيم المكتبات والتحرير من العبودية
في عام 1826، في سن السادسة عشرة، انتقل روغلز إلى مدينة نيويورك حيث عمل بحارًا قبل فتح محل بقالة. كان بالقرب من أمريكيين أفارقة آخرين يديرون متاجر بقالة في جولدن هيل (شارع جون شرق شارع ويليام ستريت)، مثل ماري سيمبسون (1752 - 18 مارس 1836). بعد عام 1829، عاشت الناشطة المناهضة للعبودية سوجورنر تروث (التي ولدت باسم إيزابيلا (بيل) بومفري: 1797- 26 نوفمبر 1883) أيضًا في أدنى مانهاتن. في البداية، باع الخمور ثم ترك ذلك. شارك روغلز بحركات مكافحة العبودية وحركة الإنتاج الحر. كان وكيل مبيعات ومساهمًا في صحف «ذا ليبريتاور» و «ذا إيمانسبياتور» المناهضة للعبودية.
بعد إغلاق البقالة، فتح روغلز أول مكتبة مملوكة لأمريكي من أصل أفريقي في الولايات المتحدة. افتتح روغلز متجر الكتب في شارع ليسبينارد بالقرب من حديقة سانت جون في حي تريبيكا اليوم. احتوت مكتبة روغلز على كتب متخصصة في الأدب النسوي والمناهض للعبودية، بما في ذلك أعمال ماريا ستيوارت الناشطة الإبطالية من أصل أفريقي. قام بتحرير مجلة في نيويورك تدعى «ذا ميرور أوف ليبرتي» ونشر أيضًا كتيبًا باسم «المُطفِئ». نشر كذلك «اختزال الوصية السابعة» في عام 1835، وهو نداء للنساء الشماليات لمواجهة الأزواج الذين أبقوا النساء السود مستعبدات كعشيقات.
كان روغلز سكرتيرًا للجنة نيويورك لليقظة، وهي منظمة ثنائية العرق متطرفة لمساعدة العبيد الهاربين ومعارضة العبودية وإبلاغ العمال المستعبدين في نيويورك بحقوقهم في الولاية. ألغت نيويورك العبودية وذكرت أن العبيد الذين جلبهم سيدهم طواعية إلى الولاية سيحصلون تلقائيًا على الحرية بعد تسعة أشهر من الإقامة. في بعض الأحيان، ذهب روغلز إلى منازل خاصة بعد أن علم أن السود المستعبدين كانوا مختبئين هناك، لإخبار العمال بأنهم أحرار. في أكتوبر 1838، ساعد روغلز فريدريك دوغلاس في رحلته إلى الحرية، وجمع دوغلاس مع خطيبته آنا موراي. زوج القس جيمس بنينجتون -المتحرر ذاتيًا- موراي ودوغلاس في منزل روغلز بعد ذلك بوقت قصير. كتب دوغلاس في سيرته الذاتية «قصة حياة فريدريك دوغلاس»: لقد كنت في نيويورك وبعد بضعة أيام وجدني السيد روغلز، وأخذني إلى منزله الخشبي عند زاوية الكنيسة في شوارع ليسبنارد. كان السيد روغلز منخرطًا بعمق في قضية دارج التي لا تنسى. أحضر السيد روغلز عددًا من العبيد الهاربين الآخرين، واخترع طرقًا ووسائل لتهريبهم بنجاح؛ وعلى الرغم من مشاهدته وتطويقه في كل جانب تقريبًا، لكنه كان أكثر دهاءً من أعدائه.
كان روغلز نشطًا بشكل خاص ضد اختطافات صائدي المكافآت (المعروفين أيضًا باسم الطيور السوداء) الذين كانوا يكسبون عيشهم من خلال أسر السود في الشمال وبيعهم بشكل غير قانوني للعبودية. مع ارتفاع الطلب على العبيد في أعماق الجنوب، ارتفع خطر اختطاف السود الأحرار لبيعهم كعبيد، كما حدث مع سليمان نورثوب من ساراتوجا سبرينغز في نيويورك عام 1841. مع لجنة اليقظة، حارب روغلز من أجل العبيد الهاربين وطالب بحقهم في محاكمات المحلفين وساعد في ترتيب المساعدات القانونية لهم.
أكسبه نشاطه العديد من الأعداء الذين قاموا بالاعتداء عليه جسديًا وإضرام النار في مكتبته عمدًا. أعاد فتح مكتبته ومتجره بسرعة. نُظِّمَت محاولتان معروفتان لاختطافه وبيعه للعبودية في الجنوب. ضمَّ طيف أعدائه زملاءه المناهضين للعبودية الذين اختلفوا مع أساليبه. انتُقِد لدوره في قضية دارج التي حظت بتغطية إعلامية جيدة عام 1838 والتي ضمّت مالكًا للعبيد من فرجينيا يدعى جون ب.ى دارج وعبده توماس هيوز.

## وصلات خارجية
- أعمال أو نبذة عن ديفيد روغلز على أرشيف الإنترنت